# Hanse-Wissenschaftskolleg
Das Hanse-Wissenschaftskolleg – Institute for Advanced Study (HWK) mit Sitz in Delmenhorst ist eine wissenschaftsfördernde Stiftung. Als „Institute for Advanced Study“ fördert es seit 1997 jährlich rund 50 anerkannte Wissenschaftler, Autoren und Künstler als Gäste (Fellows) im Rahmen von Forschungsaufenthalten in Delmenhorst und setzt sich so für exzellente Wissenschaft im Nordwesten Deutschlands ein.
Das HWK wurde 1995 als gemeinnützige Stiftung bürgerlichen Rechts der Länder Niedersachsen und Bremen sowie der Stadt Delmenhorst gegründet und nahm ab 1997 seinen Betrieb auf.

## Profil
Ein Schwerpunkt der Stiftungsarbeit liegt auf der Förderung wissenschaftlicher Exzellenz im Nordwesten Deutschlands. Das HWK wird von den Ländern Niedersachsen und Bremen und der Stadt Delmenhorst getragen. Zweites Standbein ist seine Funktion des Kollegs als akademisches Veranstaltungszentrum in Nordwestdeutschland. Mit seinen jährlich bis zu 60 international besetzten Fachveranstaltungen und einer öffentlichen Vortragsreihe dient das HWK Fachleuten und Laien als Ort anspruchsvoller intellektueller Auseinandersetzung mit wissenschaftlichen und gesellschaftlichen Fragen.
Die vier Forschungsfelder BRAIN & MIND, EARTH, TECHNOLOGY & SCIENCE und SOCIETY sowie der Bereich ARTS & LITERATURE bilden das Profil des HWK. Mit der Bildung der Arbeitsschwerpunkte trägt das HWK dazu bei, überregional und international anerkannte Forschungspotentiale und Exzellenzcluster der umliegenden Universitäten und Forschungseinrichtungen zu stärken und zu vernetzen. Die Entwicklung neuer disziplinärer Forschungsstrategien steht dabei genauso im Mittelpunkt wie der interdisziplinäre Brückenschlag. Erreicht wird dies durch das Zusammenwirken mit den Fellows aus den vier unterschiedlichen Forschungsgebieten, den Tagungen, Konferenzen, Workshops und interdisziplinären Projekten am HWK sowie der intensiven Zusammenarbeit mit den entsprechenden regionalen Wissenschaftseinrichtungen und Universitäten.

## Förderung
Das Hanse-Wissenschaftskolleg bietet Fellowships unterschiedlicher Art und Dauer für Wissenschaftler sowie künstlerische Residenzen für Künstler mit ausgeprägtem wissenschaftlichem Interesse an:
- Regular Fellowships richten sich an Wissenschaftlerinnen und Wissenschaftler, deren Promotion mehr als fünf Jahre zurückliegt,
- Junior Fellowships wenden sich an Wissenschaftlerinnen und Wissenschaftler, die innerhalb der letzten fünf Jahre promoviert haben,
- Associate Junior Fellowships ohne Aufenthaltserfordernis stehen Early Career Researchers aus der Nordwestregion Deutschlands offen,
- Künstlerische Residenzen richten sich an Künstlerinnen und Künstler mit ausgeprägtem Interesse an den Wissenschaften.

Näheres zum Bewerbungsverfahren findet sich auf der Website der Stiftung.

## Aufgaben und Arbeitsweise
Das Kolleg bietet als Institute for Advanced Study herausragenden Wissenschaftlern die Möglichkeit, sich im Rahmen von HWK-Fellowships frei von akademischen Verpflichtungen auf ein Forschungsvorhaben zu konzentrieren und dabei Anregungen aus anderen Disziplinen und aus unterschiedlichen Wissenschaftstraditionen aufzunehmen. Sie kooperieren dabei häufig mit Kollegen der benachbarten Universitäten und außeruniversitären Forschungseinrichtungen und stärken damit die Nordwestregion als Wissenschaftsstandort.
Das HWK verfolgt vier disziplinunabhängige Förderschwerpunkte in den Natur-, Geistes- und Gesellschaftswissenschaften. Der fünfte Schwerpunkt in den Künsten unterstützt die fachübergreifende Zusammenarbeit der Fellows und die Auseinandersetzung mit grundlegenden Fragen der Entstehung und Vermittlung von Wissen in der Gesellschaft. Die Anwesenheit von Artists in Residence mit ausgeprägtem wissenschaftlichem Interesse und ihre Arbeitsbeziehungen zu Kultureinrichtungen in der Region sollen Anknüpfungspunkte für eine selbstkritische Begegnung von Wissenschaft und Kunst schaffen.

## Gründung und Gremien
Das Kolleg wurde bis August 2008 vom Gründungsrektor Gerhard Roth geleitet. Ihm folgte der Neurobiologe Reto Weiler als Rektor des HWK. Seit Oktober 2018 ist die Bremer Universitätsprofessorin und seit 2003 Leiterin des Instituts für Kognitive Neuroinformatik Kerstin Schill Direktorin des Kollegs.
Zum Kolleg gehört ein Stiftungsrat mit 14 Mitgliedern. Dem Stiftungsrat gehören je zwei Mitglieder der Niedersächsischen Landesregierung und des Senats der Freien Hansestadt Bremen an, außerdem die Präsidentin der Carl von Ossietzky Universität Oldenburg, der Rektor der Universität Bremen, der Oberbürgermeister der Stadt Delmenhorst sowie bis zu sechs Persönlichkeiten aus Wissenschaft, Wirtschaft und Politik.
Ein weiteres Gremium ist der Wissenschaftliche Beirat, bestehend aus Vertretern, die die vier Wissenschaftsgebiete der HWK repräsentieren. Seine Aufgaben sind die Beratung der Rektorin und die Empfehlung von Förderzusagen an Bewerber um Fellowships.